# لانتريسانت (أنغلزي)
لانتريسانت (بالإنجليزية: Llantrisant, Anglesey)‏ هي قرية تقع في المملكة المتحدة في ويلز.